# Białoruski batalion ochrony linii kolejowych
Białoruski batalion ochrony linii kolejowych (biał. Беларускі батальён чыгуначнай аховы, niem. Bahnschutz Bataillon) – ochotniczy oddział zbrojny Bahnschutzu złożony z Białorusinów podczas II wojny światowej.

## Powstanie batalionu
Pod koniec września 1942 niemiecki dyrektor dróg kolejowych w okupowanym Mińsku zwrócił się poprzez władze Okręgu Generalnego "Weißruthenien" z prośbą do Iwana Jermaczenki o sformowanie białoruskiego oddziału zbrojnego w sile batalionu dla ochrony linii kolejowych. Na dowódcę batalionu został wybrany główny referent Białoruskiej Samoobrony mjr Franciszek Kuszal. Kadra oficerska i podoficerska została skompletowana z Białorusinów, którzy ukończyli odpowiednie kursy szkoleniowe w ramach Białoruskiej Samoobrony. Poszczególne kompanie rozmieszczono w Mińsku, Stołbcach, Baranowiczach, Lidzie i wiosce Krugłoje. Ponadto w Mińsku powstała szkoła podoficerska.

## Historia jednostki
Na przełomie 1942 i 1943 trwało formowanie oddziału. Najpierw w grudniu 1942 utworzono 1 kompanię w Mińsku, na czele której stanął por. Dmitrij Czajkowski. Dowódcą kolejnej kompanii w Baranowiczach został por. Barbarycz, kompanii w Lidzie, zorganizowanej w lutym 1943 – por. Jazep Sažyč. Na czele batalionu stanął niemiecki oficer, zaś z białoruskiej strony występował oficer łącznikowy, którym został kpt. Wital Mikuła. Białorusini nosili standardowe umundurowanie Bahnschutzu z białoruskimi kokardami i naszywkami na rękawie. Uzbrojenie było głównie niemieckie, choć np. w lidzkiej kompanii zdarzały się też sowieckie karabiny ręczne i maszynowe.
Kompania mińska, która jako pierwsza zakończyła szkolenie, została podzielona na pododdziały przydzielone do różnych miejscowości. Jeden dowodzony przez por. Masłowa skierowano do Połocka, drugi do miejscowości Uniecza pod Orłem, zaś ostatni pozostał w Mińsku. Pododdziały kompanii z Baranowicz trafiły na Polesie i do Kalinkowicz, gdzie toczyły walkę z partyzantami. Jako ostatnia zakończyła szkolenie kompania lidzka. Wiosną 1943 ogólna liczebność batalionu osiągnęła ok. 1 tys. ludzi. Białorusini przejęli ochronę wszystkich linii kolejowych na terytorium okupowanej Białorusi. Ich zadaniem stała się też walka z rosnącą w siłę partyzantką radziecką i polską Armią Krajową.
Niemcy nie dowierzali jednak Białorusinom i do końca 1943 usunęli wszystkich białoruskich oficerów, pozostawiając jedynie jako oficera propagandowego por. J. Sažyča. W 1944 Białorusini zostali rozbrojeni i użyci jako siła robocza do budowy i naprawy dróg kolejowych. Po ewakuacji do Rzeszy część b. żołnierzy batalionu znalazła się w szeregach Brygady Grenadierów SS "Weißruthenien".